# Gro Dahle
Gro Dahle (geboren am 15. Mai 1962 in Oslo) ist  eine norwegische Schriftstellerin.

## Leben

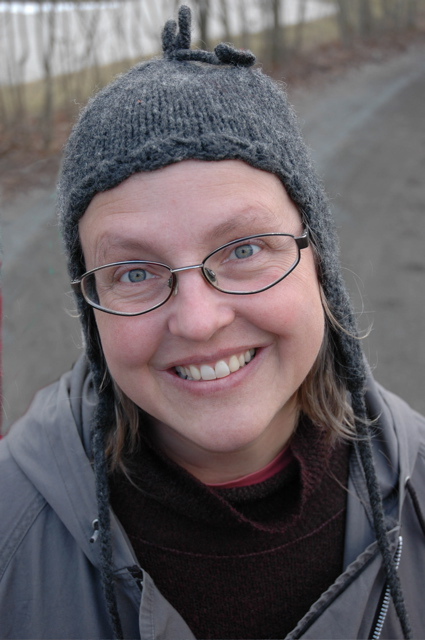
Gro Dahle 2005

Die Tochter des Präsidenten des Worldwatch Institutes, Øystein Dahle, und der Richterin Nina Frisak wuchs in Tønsberg, Aruba und New Jersey auf. Sie studierte Anglistik, Ideengeschichte und Psychologie und machte ihren Magister-Abschluss an der Universität Oslo und studierte zudem Kreatives Schreiben an der Hochschule Telemark.
Sie debütierte 1987 literarisch mit dem Lyrikband Audiens (Publikum). Dem folgten weitere Gedichtbände, Apens evangelium (1989), Linneapasjonen (1992), Regnværsgåter (1994), Hundre tusen timer (1996) und Alle fugler (2007). Über die Jahre veröffentlichte sie annähernd jedes Jahr ein bis drei neue Bücher, zur Hälfte Kinderliteratur, ein Drittel Lyrik, aber auch Dramen und Prosa, Kindertheaterstücke, Hörspiele, ein Libretto für eine Jugendoper, drei Novellenbände und drei Romane. Zusammengenommen sind das laut Auflistung im SNL (Stand 2019) insgesamt 51 Buchveröffentlichungen. Viele ihrer Kinderbücher entstanden in Zusammenarbeit mit ihrem Ehemann, dem Illustrator und Autor Svein Nyhus. Sie gibt stetig Kurse für Kreatives Schreiben in Norwegen und Schweden.
Gro Dahle erhielt mehrere nationale Literaturpreise  für ihre Arbeiten. 1999 war sie offizielle Festival-Poetin beim Bergen International Festival. 2003 gewann sie den nationalen Kinderbuchpreis des norweg. Kulturministeriums für Sinna Mann (Bösemann), ein Buch über einen kleinen Jungen, der Augenzeuge von häuslicher Gewalt gegenüber seiner Mutter wird. Dieses Buch über ein kinderpsychologisch heikles Thema hatte auch international großen Erfolg und wurde in zahlreiche Sprachen übersetzt.
Dahle ist vom Schreibstil her eine bodenständige, phantasievolle und humoristische Schriftstellerin, die häufig auf psychologische Probleme in Zusammenleben und Beziehungen fokussiert.
Gro Dahle lebt und arbeitet zusammen mit ihrem Ehemann Svein Nyhus teilweise auf der Insel Tjøme. Die 1990 geborene gemeinsame Tochter Kaia Dahle Nyhus trat sowohl als Illustratorin als auch als Kinderbuchautorin in die Fußstapfen ihrer Eltern, debütierte literarisch 2014 mit ihrer ersten Buchveröffentlichung und erhielt für ihr fünftes Buch Verden sa ja (2018) den norwegischen Kritikerprisen in der Sparte Kinderbuch.

## Werke auf Deutsch
- Gro Dahle und Svein Nyhus: Bösemann. Aus dem Norwegischen von Christel Hildebrandt, NordSüd Verlag, Zürich 2019, ISBN 978-3-314-10481-7.

## Auszeichnungen
- 1998: Vestfolds Litteraturpris
- 1998: Aschehougprisen[7]
- 2000: Cappelen-Preis
- 2002: Brage-Preis für das Bilderbuch Snill (mit Illustrator Svein Nyhus)
- 2003: Teskjekjerringprisen[8]
- 2003: Kinderbuchpreis des norweg. Kulturministeriums für Sinna Mann (zusammen mit Svein Nyhus)
- 2014: Kritikerprisen for beste barne- og ungdomsbok für das Bilderbuch Akvarium (zusammen mit Svein Nyhus)
- 2015: Literaturpreis der norwegischen Schulbibliothekarsvereinigung
- 2015: Triztan Vindtorn Poesipris
- 2016: Riksmålsforbundets barne- og ungdomsbokpris für Blekkspruten[9]
- 2019: Spezialpreis des Kulturministeriums im Bereich Kinder- und Jugendliteratur für Gro Dahle, Svein Nyhus und Kaia Dahle Nyhus gemeinsam[10]
- 2019: Silberne Feder für Bösemann (zusammen mit Svein Nyhus und Christel Hildebrandt)

## Belege
1. ↑  Autoreneintrag Gro Dahle beim Internationalen Literaturfestival Berlin, abgerufen am 22. September 2019.
2. 1 2 3 4 5  Autorinprofil beim Verlag Cappelen Damm (Norwegisch) (Memento des Originals vom 10. November 2013 im Internet Archive)  Info: Der Archivlink wurde automatisch eingesetzt und noch nicht geprüft. Bitte prüfe Original- und Archivlink gemäß Anleitung und entferne dann diesen Hinweis.
3. ↑  Autoren-Kurzbiografie Gro Dahle im SNL, abgerufen am 22. September 2019 (Norwegisch)
4. ↑  Dahle und Nyhus: „Bösemann“ – Kinderbuch über häusliche Gewalt, deutschlandfunkkultur.de vom 8. Mai 2019, abgerufen am 22. September 2019.
5. ↑  Buchmessenauftritt des Autorenpaars (Memento des Originals vom 22. September 2019 im Internet Archive)  Info: Der Archivlink wurde automatisch eingesetzt und noch nicht geprüft. Bitte prüfe Original- und Archivlink gemäß Anleitung und entferne dann diesen Hinweis., abgerufen am 22. September 2019.
6. ↑  Kritikerprisen for beste barne- og ungdomsbok, abgerufen am 22. September 2019 (Norwegisch)
7. ↑  VG zum Aschehougprisen für Gro Dahle 1998
8. ↑  Tønsbergs Blad zum Teskjekjerringprisen für Gro Dahle 2003 (Memento des Originals vom 1. Februar 2014 im Internet Archive)  Info: Der Archivlink wurde automatisch eingesetzt und noch nicht geprüft. Bitte prüfe Original- und Archivlink gemäß Anleitung und entferne dann diesen Hinweis., tb.no, abgerufen am 22. September 2019 (Norwegisch)
9. ↑  Riksmålsforbundet 13. Oktober 2016: Riksmålspriser til Tom Egeland og Gro Dahle, abgerufen am 22. September 2019 (Norwegisch)
10. ↑  Norsk barnebokinstitutts presentasjon av vinnerne av KUD-prisene 2018, abgerufen am 22. September 2019 (Norwegisch)

| Personendaten    | Personendaten                |
| ---------------- | ---------------------------- |
| NAME             | Dahle, Gro                   |
| KURZBESCHREIBUNG | norwegische Schriftstellerin |
| GEBURTSDATUM     | 15. Mai 1962                 |
| GEBURTSORT       | Oslo                         |